# Soldiers of Love (chanson de Liliane Saint-Pierre)
Ne doit pas être confondu avec Soldier of Love.
Pour les articles homonymes, voir Soldiers of Love.
Chansons représentant la Belgique au Concours Eurovision de la chanson
J'aime la vie
(1986) Laissez briller le soleil
(1988)
Soldiers of Love (« Soldats de l'amour ») est une chanson du Concours Eurovision de la chanson 1987 interprétée par la chanteuse Liliane Saint-Pierre pour représenter la Belgique dans son propre pays à Bruxelles.
Outre sa version en néerlandais, elle a également été enregistrée par Liliane Saint-Pierre dans des versions en allemand, en anglais et en français, toutes sous le même titre original. Une version revisitée a également été enregistrée en 2012.

## Thème de la chanson
Les paroles de la chanson traitent de la nécessité d'avoir des « soldats de l'amour » contre les tendances violentes du monde et au lieu de faire la paix.

## À l'Eurovision
Elle est intégralement interprétée en néerlandais (malgré le titre en anglais) une des langues nationales du pays, comme l'impose la règle entre 1976 et 1999.
Soldiers of Love est la 5e chanson interprétée lors de la soirée du concours, après Hægt og hljótt (en) de Halla Margrét Árnadóttir pour l'Islande et avant Boogaloo (en) de Lotta Engberg pour la Suède. 
À l'issue du vote, elle obtient 56 points et se classe 11e sur les 22 chansons de l'Eurovision 1987,. 

## Liste des titres
| A1. | Soldiers of Love                         | Liliane Keuninckx | Gyuri Spies, Marc De Coen | 2:59 |
| B1. | Soldiers of Love (version instrumentale) | –                 | Gyuri Spies, Marc De Coen | 2:59 |

## Classements

### Classements hebdomadaires

#### Version originale
| Classement (1987)                      | Meilleure position |
| -------------------------------------- | ------------------ |
| Belgique (Flandre Vlaamse top 10)      | 1                  |
| Belgique (Flandre Ultratop 50 Singles) | 4                  |

| Classement (2016)                         | Meilleure position |
| ----------------------------------------- | ------------------ |
| Belgique (Flandre Back Catalogue Singles) | 15                 |

#### Version de 2012
| Classement (2012)                         | Meilleure position |
| ----------------------------------------- | ------------------ |
| Belgique (Flandre Radio 2 Vlaamse Top 10) | 9                  |
| Belgique (Flandre Vlaamse top 10)         | 9                  |
| Belgique (Flandre Ultratip 100)           | 37                 |